# Shanice (album)
A Shanice című album az amerikai R&B énekesnő Shanice 1999. március 3-án kiadott 4. stúdióalbuma, mely a Billboard Top R&B / Hip-Hop slágerlistán és Billboard 200-as listán az 56. helyig jutott. Az első kislemez a When I Close My Eyes című dal a Billboard Hot 100-as listán a 91. helyről a 16. helyig jutott. A lemezről még további két dal jelent meg kislemezen, a Yesterday és a You Need A Man című dalok. Az album arany státuszt kapott, és 488 200 példányban kelt el.
A japán CD-kiadáson a Dreamin' című dal is megtalálható.

## Megjelenések
CD  LaFace Records – 73008-26058-2
1. You Need A Man	3:52
2. When I Close My Eyes	3:22
3. Yesterday	3:49
4. Wanna Hear You Say	3:51
5. Fly Away	4:23
6. Don't Fight It	3:40
7. Ain't Got No Remedy	4:56
8. Doin' My Thang	3:47
9. Fall For You	5:26
10. You Can Bounce	4:00
11. Somebody Else	4:52
12. A Reason	4:55

## Slágerlista
| Slágerlista (1999)                    | Helyezés |
| ------------------------------------- | -------- |
| US Billboard 200                      | 56       |
| US Top R&B/Hip-Hop Albums (Billboard) | 15       |

## Kislemezek
| Év   | Dal                   | Billboard Hot 100 | R&B |
| ---- | --------------------- | ----------------- | --- |
| 1998 | "When I Close My Eyes | 12                | 4   |
| 1999 | "Yesterday"           | 122               | 40  |
| 1999 | "You Need A Man"      |                   | 53  |